# Lanmeur
 Lanmeur  (en bretón, Lanneur) es una comuna francesa situada en el departamento de Finisterre, en la región de Bretaña.

## Demografía
| 1883 | 1885 | 2049 | 2100 | 2084 | 2122 | 2369 |
| Para los censos de 1962 a 1999 la población legal corresponde a la población sin duplicidades (Fuente: INSEE [Consultar]) |      |      |      |      |      |      |